# Tcholgoylar
Tcholgoylar est un village de la région de Şamaxı en Azerbaïdjan.

## Géographie
Le village de Tcholgoylar de la région de Şamaxı est situé dans la circonscription administrative du village de Goylar.

## Économie
La principale occupation de la population du village est l'agriculture et l'élevage.

## Population
Selon les statistiques de 1981, la population du village est de 400 personnes.